# Хазяйка (телесеріал, 1995)
«Хазяйка» (ісп. La dueña) — мексиканська теленовела виробництва компанії Televisa. У головних ролях Анхеліка Рівера, Франсіско Гатторно та Синтія Клітбо. Прем'єрний показ відбувся на каналі Las Estrellas 22 травня — 29 вересня 1995 року.

## Сюжет
Рехіна Вільяреаль після смерті батьків успадкувала великий статок. Розчарувавшись у нареченому і в коханні, вона разом з тіткою Береніс, яка замінила їй матір, та двоюрідною сестрою Лаурою, яка відверто їй заздрить, переселяється на велике віддалене ранчо. Вона не підозрює, що робітники та селяни упереджено ставляться до неї через дії її управителя Макаріо Роблеса, який чинить зло, прикриваючись її іменем. Рехіна знайомиться з Хосе-Марією Кортесом, власником сусіднього ранчо, який теж ставиться до неї вороже. Та через деякий час вони розуміють, що закохані одне в одного.

## У ролях
| Актор                 | Роль                         |
| --------------------- | ---------------------------- |
| Анхеліка Рівера       | Рехіна Вільяреаль            |
| Франсіско Гатторно    | Хосе-Марія Кортес            |
| Синтія Клітбо         | Лаура Кастро                 |
| Норма Еррера          | Береніс Вільяреаль де Кастро |
| Сальвадор Санчес      | Макаріо Роблес               |
| Едуардо Сантамаріна   | Маурісіо Паділья             |
| Росіта Кінтана        | Емма Кортес                  |
| Хосефіна Ечанове      | Мартіна                      |
| Рауль Рамірес         | Северіано Кортес             |
| Айлін Мухіка          | Фабіола Ернандес             |
| Хеорхіна Пердет       | Патрисія Кастело             |
| Паті Діас             | Бланка Лопес                 |
| Хорхе дель Кампо      | Ансельмо Моралес             |
| Мігель Піссаро        | Октавіо Акоста               |
| Марко Уріель          | Ісмаель Андраде              |
| Еухенія Авенданьо     | Сільвія Ернандес             |
| Маріо Касільяс        | Мануель Ернандес             |
| Едуардо Лопес Рохас   | Грегоріо Мендоса             |
| Лусія Гільмаїн        | Консуело Лопес               |
| Юля Посо              | Арміда Гомес                 |
| Гільберто Роман       | Леандро Рентеріа             |
| Маріанна Карр         | Хуліетта Рентеріа            |
| Клаудія Еліза Агілар  | Аурелія                      |
| Роберто Рамірес Гарса | падре Абель                  |
| Хесус Арріга          | Лусіо Мадрігал               |
| Орасіо Вера           | Фортунато Еррера             |
| Даніела Лухан         | Рехіна в дитинстві           |
| Каталіна Крюгер       | Лаура в дитинстві            |
| Клаудія Каньєдо       | Соня Фуентес                 |
| Вірідіана Сегура      | Лоліта                       |
| Хосе Антоніо Ферраль  | Езекієль Гарсія              |

## Нагороди та номінації
TVyNovelas Awards (1996)
- Найкраща жіноча роль — відкриття (Анхеліка Рівера).
- Найкраща чоловіча роль  — відкриття (Франсіско Гатторно).
- Найкращий лиходій (Сальвадор Санчес).
- Найкраща музична тема (Альберто Ангел «Ель Куерво»).
- Номінація на найкращу теленовелу (Флоринда Меса).
- Номінація на найкращу акторку (Анхеліка Рівера).
- Номінація на найкращу лиходійку (Синтія Клітбо).
- Номінація на найкращу акторку другого плану (Норма Еррера).
- Номінація на найкращого актора другого плану (Мігель Пісарро).

ACE Awards
- Найкраща акторка другого плану (Синтія Клітбо).
- Найкращий актор другого плану (Сальвадор Санчес).
- Найкращий молодий актор (Франсіско Гатторно).
- Латинське відкриття року (Айлін Мухіка).

El Heraldo de México
- Найкраще відкриття на телебаченні (Франсіско Гатторно).

Sol de Oro
- Юна акторка — відкриття (Айлін Мухіка).

## Інші версії
- 1972 — Донья (ісп. La doña), венесуельська теленовела виробництва каналу RCTV. У головних ролях Ліла Морільйо, Еліо Рубенс та Белен Діас.
- 1978 — Доменіка Монтеро (ісп. Doménica Montero), мексиканська теленовела виробництва Televisa. У головних ролях Іран Еорі, Рохеліо Герра та Ракель Ольмедо.
- 1995 — Виклик (ісп. El desafío), венесуельська теленовела виробництва каналу RCTV. У головних ролях Клаудія Вентуріні, Генрі Сото та Мімі Ласо.
- 2001 — Любов і ненависть (порт. Amor e odio), бразильська теленовела виробництва компанії Sistema Brasileiro de Televisão. У головних ролях Сузі Рего і Даніель Боавентура.
- 2010 — Я твоя хазяйка (ісп. Soy tu dueña), мексиканська теленовела виробництва Televisa. У головних ролях Лусеро, Фернандо Колунга та Габріела Спанік.